# راشيل لوغران تراباني
راشيل ليجرين تراباني ، ولدت في (31 أغسطس 1988) هي ملكة جمال وممثلة ومقدمة برامج تلفزيونية فرنسية. توجت بلقب ملكة جمال بيكاردي 2006 ثم بلقب ملكة جمال فرنسا 2007 . وهي ملكة الجمال رقم 77 لفرنسا.

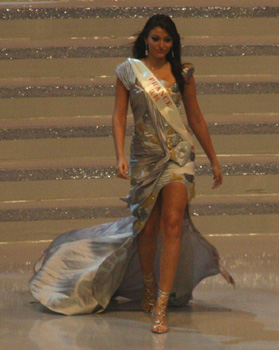
راشيل لوغران تراباني في مسابقة ملكة جمال العالم 2007.